# 금수조치

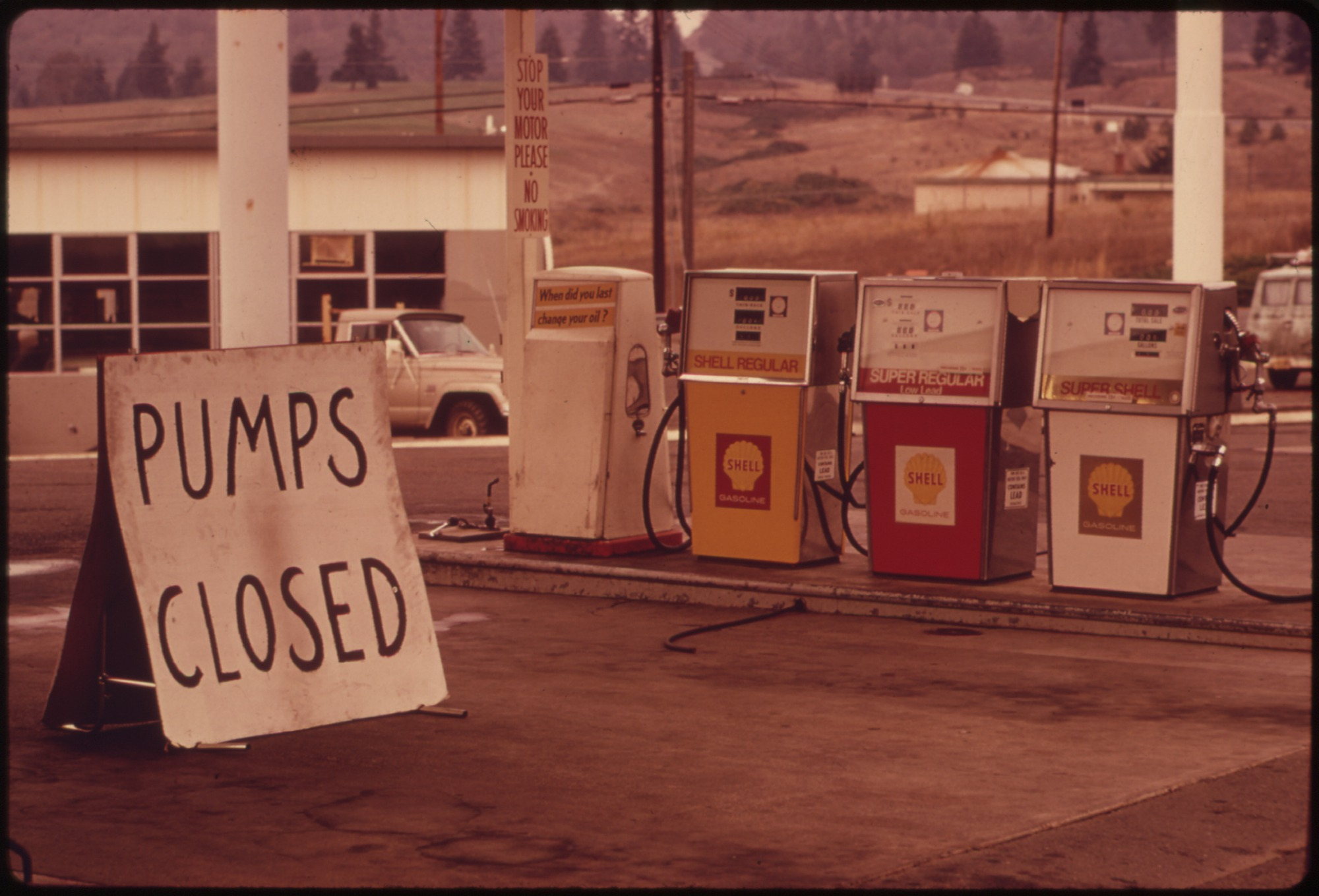

금수조치는 한 국가가 다른 특정 국가에 대해 금융거래, 투자, 교역 등의 통상을 금지하는 조치를 말한다. 국가간의 수출금지, 통상금지조치로 그 의미가 확대되었다. 금수조치는 보통 정치적 목적으로 어떤 특정국을 경제적으로 고립시키기 위해 사용된다.
금수조치에는 1964년 미국의 베트남에 대한 금수조치가 있었고 이후 1994년 미국의 대통령이었던 빌 클린턴이 해제했다. 걸프 전쟁 당시 이라크에 대한 미국의 제재조치도 금수조치에 해당된다고 할 수 있다. 또한 북한에 대한 제재라던가 이란에 대한 제재 등도 역시 금수조치를 받게 되는 사례가 있으며, 러시아의 경우 북한이나 이란, 이라크, 쿠바 등과 비슷한 금수조치도 적용되며, 정반대로 중국이 미국을 상대로 금수조치를 받는 경우도 있다.